# Laguna Miñiques

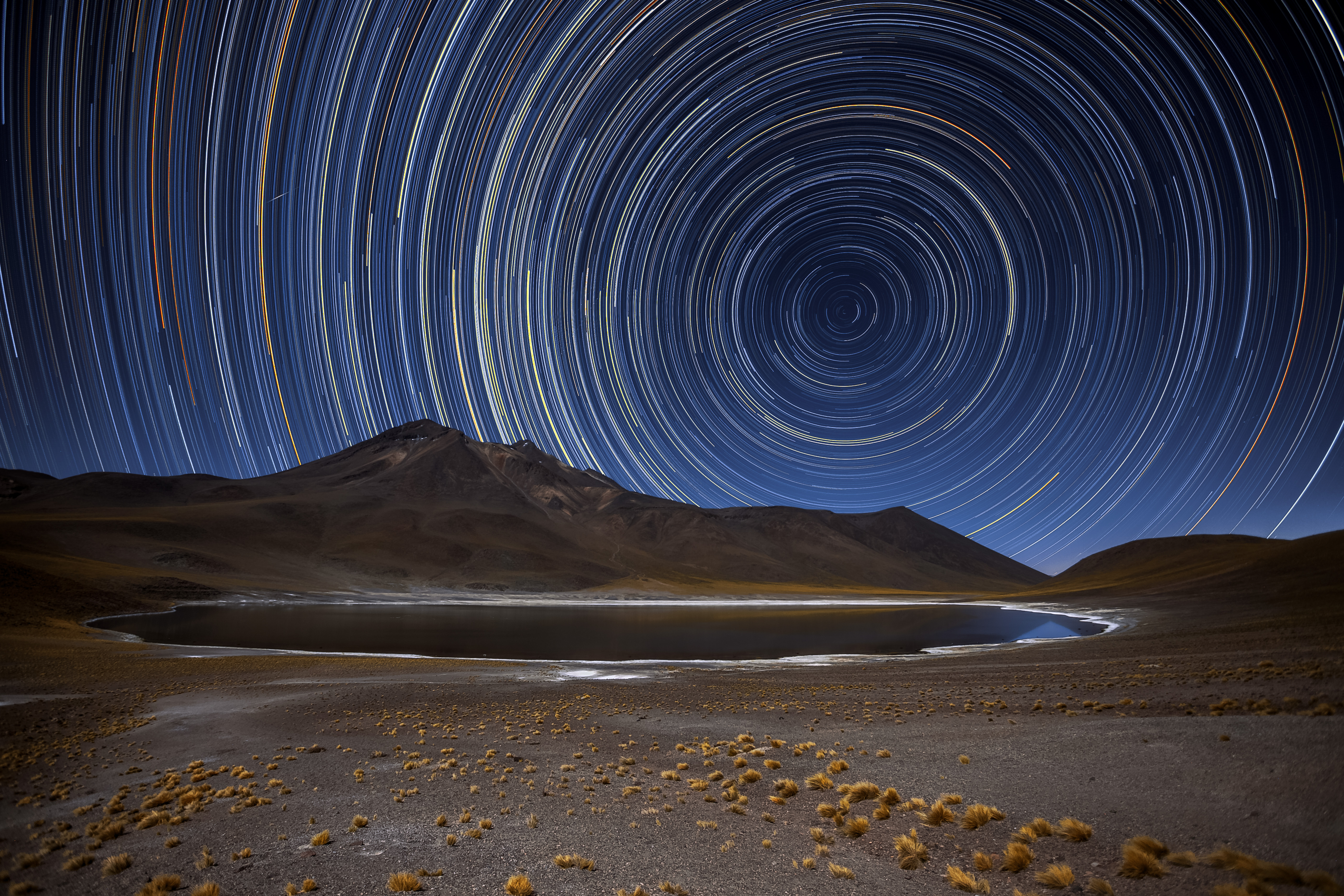
Laguna y volcán en una fotografía nocturna con varias horas de exposición.

La Laguna Miñiques está ubicada a 28 kilómetros al sureste del pueblo de Socaire, en el altiplano de Antofagasta, en el norte de Chile. Tiene 1,6 km² de superficie y está a 4120 m s. n. m. Como su vecina Miscanti, la administra la Comunidad Atacameña de Socaire en asociatividad con la Corporación Nacional Forestal. Pertenece a la Reserva nacional Los Flamencos. Es una laguna salada andina.

## Cuenca hidrográfica
La laguna es la base de equilibrio de una cuenca endorreica, aunque se supone que hay un flujo subterráneo desde el laguna Miscanti cuya altitud es unos 10 metros mayor. Las características morfométricas y climatológicas más relevantes de la laguna Miñiques son:: II-177 
- altura: 4120 m
- superficie de la cuenca: 27,5 km²
- superficie de la laguna 1,6 km²
- precipitaciones: 180 mm/año
- evaporación potencial: 1500 mm/año
- temperatura media: 2 °C

## Población, economía y ecología

### Flora y fauna

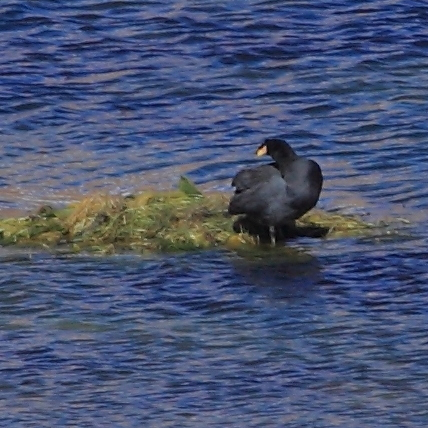
Tagua cornuda en la Laguna Miñiques.

La fauna presente en el sector de las citadas lagunas está representada principalmente por aves (69 especies en total), como la tagua cornuda o wari (en kunza), el flamenco chileno, los patos juarjual y jergón, el blanquillo, la gaviota andina, el chirigüe verdoso, el minero de la puna o el aguilucho.
Los mamíferos están presentes con 18 especies, siendo los más comunes la vicuña, el guanaco, la vizcacha y el zorro culpeo; los reptiles están representados con 6 especies y los batracios con solo una.
La flora del sector de Miscanti y Miñiques la componen principalmente praderas naturales de secano, llamados pajonales, formadas principales por los géneros Deyeuxia, Festuca y Stipa y por zonas de matorrales, llamados localmente tolares (géneros Porastrefia y Fabiana). En las zonas altas hay especies herbáceas con propiedades medicinales, como la chachacoma (Senecio sp), el susurco (Mulinum sp), el pingo-pingo (Acantholippia sp) y otras.
En el fondo de las lagunas hay algas filamentosas de los géneros Ruppia y Potamogetom, de las cuales se alimentan algunas aves como la tagua cornuda, que anida en la zona. En el periodo reproductivo de esta rálida (julio a diciembre), se introducen medidas especiales de protección.